# Willy Fog – W 80 dni dookoła świata
Uzasadnienie: ten sam artykuł
Willy Fogg – W 80 dni dookoła świata – japońsko-hiszpański film animowany opowiadający o podróży dookoła świata pewnego dżentelmena – Willy’ego Fogga. Pierwsza część z trylogii Willy Fogg. Jest to streszczenie serialu animowanego Dookoła świata z Willym Foggiem. Historia jest oparta na książce Juliusza Verne'a pt."W 80 dni dookoła świata".
Fabuła:
Akcja toczy się w 1872 roku. Postacie mają wygląd zwierząt. Willy Fog (Lew), brytyjski dżentelmen zakłada się o 20 000 funtów, że okrąży świat w 80 dni. Towarzyszą mu kamerdyner Rigodon, kot pochodzący z Francji oraz Tico, chomik, który jest Włochem. Po drodze dołącza do nich hinduska pantera, księżniczka Romy, którą ocalili od śmierci z rąk fanatyków Bogini Kali. Bohaterów czeka też wiele przeszkód, nie tylko związane z opóźnieniami środków transportu. Pana Fogga i jego przyjaciół śledzą inspektor Dix i komendant Bully, przekonani, że to Fogg jest odpowiedzialny za napad na bank, oraz szakal Transfer, mistrz przebrania,wynajęty przez by powstrzymać Fogga od wygranej. 

## Wersja polska
W Polsce film został zdubbingowany w 1995 roku. Został wydany na VHS i DVD.
Opracowanie i udźwiękowienie wersji polskiej: Media Service - KARTUNZ

Tłumaczenie: Magdalena Marcińska-Szczepaniak

Reżyseria i dialogi: Grzegorz Pawlak

W wersji polskiej udział wzięli:
- Magdalena Dratkiewicz jako Tico
- Magdalena Zając jako Romy
- Janusz German jako Rigodon
- Krzysztof Janczar
- Grzegorz Pawlak jako Willy Fog
- Radosław Popłonikowski
- Mariusz Siudziński

Źródło: